# 포르날다르 사가
포르날다르 사가(고대 노르드어: fornaldarsaga→옛 시대의 이야기)는 노르드 사가의 일종이다. 가족 사가와 달리 아이슬란드 개척 이전을 배경으로 하는 사가들이다. 다만 11세기를 배경으로 하는 《윙그바르의 사가》 같은 예외는 있다.
포르날다르 사가들은 아마 모두 아이슬랜드에서 쓰여진 것으로 생각되며, 그 작성 시기는 13세기 중반에서 1400년경까지이나, 《흐롤프 크라키의 사가》처럼 보다 후대에 쓰여진 것도 있다.

## 포르날다르 사가 목록
- <파프니르>노르웨이 전설

- 《활 장인 안의 사가》(Áns saga bogsveigis)
- 《용사살육자 아스문드의 사가》(Ásmundar saga kappabana): 독일의 《힐데브란트의 노래》를 각색한 것
- 《보시와 헤라우드의 사가》(Bósa saga ok Herrauðs): 영국의 《베오울프》처럼 주인공이 기트족임
- 《외손의 에길과 광전사살육자 아스문드의 사가》(Egils saga einhenda ok Ásmundar berserkjabana)
- 《여행자 에이리크의 사가》(Eiríks saga víðfǫrla)
- 《포른요티와 그의 일족에 대하여》(Frá Fornjóti ok hans ættmǫnnum)
- 《프리드쇼프와 그 용맹의 사가》(Friðþjófs saga ins frœkna)
- 《가우트레크의 사가》(Gautreks saga)
- 《뺨에 털이 덥수룩한 그림의 사가》(Gríms saga loðinkinna)
- 《공구흐롤프의 사가》(Gǫngu-Hrólfs saga)
- 《할프단 브로누포스트리의 사가》(Hálfdanar saga Brǫnufóstra)
- 《할프단 에위스테인손의 사가》(Hálfdanar saga Eysteinssonar)
- 《할프와 그의 영웅들의 사가》(Hálfs saga ok Hálfsrekka): 노르웨이 전설.
- 《헤르보르와 헤이드레크의 사가》(Hervarar saga ok Heiðreks): 스웨덴에서 유래한 것으로 보이며 스웨덴족, 기트족, 고트족 등장인물들이 여럿 나온다. 티르핑 대계의 원본이며, 스웨덴에서는 역사적 연구의 대상이 된다.
- 《햘름세르와 올비르의 사가》(Hjálmþés saga ok Ǫlvis)
- 《흐롤프 가우트레크손의 사가》(Hrólfs saga Gautrekssonar): 기트족 왕자가 스웨덴의 여전사 공주와 결혼하는 이야기.
- 《흐롤프 크라키의 사가》(Hrólfs saga kraka): 베오울프와 관련된 이야기.
- 《흐로문드 그립손의 사가》(Hrómundar saga Gripssonar)
- 《그리드의 양아들 일루기의 사가》(Illuga saga Gríðarfóstra): 젊은이가 저주에 걸린 여자와 그녀의 아름다운 딸을 구해준다는 동화적인 이야기.
- 《송어 케틸의 사가》(Ketils saga hœngs)
- 《오르바르오드의 사가》(Orvar-Odd's saga; 판본 두 개)
- 《털반바지 라그나르의 사가》(Ragnars saga loðbrókar; 판본 두 개): 전설적인 바이킹 전사 라그나르 로드브로크와 그 아들들의 이야기.
- 《부지런한 스투를라우그의 사가》(Sturlaugs saga starfsama): 공구흐롤프의 사가의 프리퀄.
- 《고대의 어떤 왕들에 대한 사가의 파편》(Sǫgubrot af fornkonungum): 스웨덴과 덴마크의 고대의 왕사에 대한 사가. 일부 파편만 남아 있음.
- 《강력한 소를리의 사가》(Sǫrla saga sterka)
- 《볼숭 일족의 사가》(Vǫlsunga saga): 노르드의 《니벨룽의 노래》
- 《여행자 윙그바르의 사가》(Yngvars saga víðfǫrla): 스웨덴에서 유래한 후기 사가. 11세기의 역사적 사실을 배경으로 하기에 사료의 가치도 있음.
- 《토르스테인 비킹손의 사가》)Þorsteins saga Víkingssonar)